# Izgrev (Varna)
Izgrev (Bulgaars: Изгрев) is een dorp in de Bulgaarse oblast Varna. Het is gelegen in de gemeente Soevorovo en telde op 31 december 2019 zo'n 245 inwoners.

## Bevolking
Op 31 december 2019 telde het dorp 245 inwoners, een stijging vergeleken met de telling van 2011 (145 inwoners). In 1946 telde het dorp echter een recordaantal van 957 inwoners. De inwoners zijn uitsluitend etnische Bulgaren. De grootste leeftijdscategorie bestaat uit 60 tot 64-jarigen (26 personen), gevolgd door 65 tot 69-jarigen (21 personen) en 75 tot 79-jarigen (16 personen).